# Гордана Видовић
Гордана Видовић (Добој, 27. јануар 1960) српски је политичар и предсједница Сељачке странке.

## Биографија
Гордана Видовић, рођена 27. 01.1960. године у Добоју. Основну и Средњу медицинску школу завршила је у Београду 1978. године. Звање дипломиране правнице стекла је 1983. године.
Након положеног Правосудног испита у Београду, уписује се на постдипломске студије на Правном факултету у Београду, одсјек радно и социјално осигурање.
Оснивач је и директор Удружења грађана „Будућност“ од 1996. године. Организација на чијем је челу већ 20 година афирмативним акцијама подржава и подстиче изградњу демократског друштва и залаже се за остваривање права и интереса свих маргинализованих група, нарочито жена и дјеце. Иницијатор је оснивања прве сигурне куће за заштиту жена и дјеце жртава насиља у Републици Српској.
Оснивач је и предсједник Сељачке странке.
Удата, мајка три сина и бака петоро унука.